# Ecosistem terestru
Ecosistem terestru este un ecosistem, a cărui biotop este strâns legat de mediul terestru. Exemple de ecosisteme terestre sunt:
- pădurile;
- deșerturile;
- stepele;
- savanele;
- câmpiile.

Biocenoza acestor ecosisteme este una tipic terestră.